# Hyper Hybrid Organization
『Hyper Hybrid Organization』（ハイパー・ハイブリッド・オーガニゼーション）は、高畑京一郎の連載小説。電撃文庫（メディアワークス）のライトノベルである。頭文字をとって『HHO』または『H2O』（読みはどちらも「エイチ・ツー・オー」）と略される。イラストは相川有。
作者の初の長編連載である。高畑は遅筆で知られているが、本作もその例に漏れず、出版間隔が非常に長い。あとがきで宣言した続刊の出版期日通りに出版されたことがなく、例えば3巻の出版を2006年と予告したが果たせなかった。
ほとんどの登場人物が男性であり、なかでも「01-02 突破」は女性が一人もでてこなかった。
改造人間やいわゆる「悪の組織」など、仮面ライダーなどの要素の類似点が随所に存在する。ただし、主人公は正義の味方ではなく悪の組織に属している。

## 概要
本編
日本を騒がせる謎の「黒い覆面集団」は、綿密に計画された作戦をもって強盗や誘拐、破壊工作を行っていた。それには全身が硬質の外殻に覆われた「改造人間」が大きな役割を果たしており、その圧倒的なパワーによって警察の追及は阻まれていた。唯一「黒い覆面集団」と戦う存在が、同じく異形の姿を持った「ガーディアン」だった。
山口貴久はただの学生であり、事件とは無縁の生活を送っていたが、恋人の緑川百合子と会っている最中に黒い覆面集団とガーディアンの戦闘に巻き込まれる。そして、ガーディアンが改造人間に加えた攻撃の巻き添えとなり、百合子は死んでしまう。
事件を機に、黒い覆面集団は「ユニコーン」の名を公表。山口はユニコーンを追い始め、ついに接触を果たす。そしてガーディアンへの復讐を目的に、ユニコーンへ入団する。
外伝
本編より過去の話。暴力団斜道組に属する速水敬介は、阿部誠次との派閥争いで苦境に立たされていたが、組長の息子である宮内志郎から、天本秀夫・藤岡武士・佐々木隼人を匿い、3人がおこなうアスラ細胞研究プロジェクトの援助をすれば助けてやるという誘いを受ける。
アスラ細胞は失われた神経を再生することができるため、現代の治療技術では再起不能な損傷を回復させる、画期的な治療法となる可能性を持っていたが、全身が強靭な細胞につくりかえられた超人――「ハイブリッド」になってしまうという副作用があった。
速水はハイブリッドに目をつけ、苦境打開の手段にしようと考える。藤岡はハイブリッド技術が暴力に用いられることを嫌がり反対するが、佐々木は将来誰の力も借りずに研究するための資金づくりとして申し出を受けようとする。やがて佐々木と藤岡の対立は決定的なものとなり、藤岡は企てから離脱する。佐々木は野望実現のために、速水の宿敵・阿部をも利用して研究を続ける。
かくして三者の利害が交錯する秘密結社ユニコーンが結成された。現代社会で秘密結社ユニコーンが警察の追及から逃れ続けられる期限は、長く見積もって五年。果たしてユニコーン解散のとき、彼らの思惑はどうなっているのか。

## 既刊一覧

### 本編
- 高畑京一郎（著）・相川有（イラスト）、メディアワークス〈電撃文庫〉、既刊3巻（2003年11月10日現在）
  - 『Hyper Hybrid Organization 01-01 運命の日』、2001年5月10日発売[1]、ISBN 978-4840217101
  - 『Hyper Hybrid Organization 01-02 突破』、2002年11月10日発売[2]、ISBN 978-4840220286
  - 『Hyper Hybrid Organization 01-03 通過儀礼』、2003年11月10日発売[3]、ISBN 978-4840224147

### 外伝
- 高畑京一郎（著）・相川有（イラスト）、メディアワークス〈電撃文庫〉、全3巻
  - 『Hyper Hybrid Organization 00-01 訪問者』、2004年6月10日発売[4]、ISBN 978-4840226943
  - 『Hyper Hybrid Organization 00-02 襲撃者』、2004年10月10日発売[5]、ISBN 978-4840228367
  - 『Hyper Hybrid Organization 00-03 組織誕生』、2005年11月10日発売[6]、ISBN 978-4840232081